# كفر حجازي (الغربية)
كفر حجازي إحدى قرى مركز المحلة الكبرى التابع لمحافظة الغربية بجمهورية مصر العربية.

## التسمية
أصل القرية من توابع صندفا التي ضمت للمحلة الكبرى وقتها كانت القرية تسمى باسم كفر الرصيف كما ورد في تاريخ 1228هـ، ثم تغير اسمها إلى قرية كفر حجازي منذ العام 1259هـ. يعزى اسم حجازي في الذاكرة الشعبية إلى الشيخ أبي الإخلاص حجازي محمد المسيري التي سكن بالقرية.

## التعليم
تصل نسبة الأمية في القرية إلى 34.49% بين من تجاوزوا العاشرة من عمرهم، بينما تصل نسبة من حصلوا على تعليم جامعي إلى 3.05% من جملة السكان.

## السكان
بلغ عدد سكان كفر حجازي 24,392 نسمة حسب تقدير عام 2018.
| السنة  | 1882 | 1897 | 1907 | 1927 | 1960 | 1976 | 1986   | 1996   | 2006   | 2018   |
| ------ | ---- | ---- | ---- | ---- | ---- | ---- | ------ | ------ | ------ | ------ |
| القرية | 3099 | 3746 | 3348 | 3744 | 6826 | 9956 | 14,128 | 20,858 | 24,392 | 35,073 |

## الأعلام
- سعيد الكفراوي (1939 - 2020) كاتب قصة قصيرة وقاص فائز بجائزة السلطان قابوس بن سعيد للقصة القصيرة وجائزة الدولة التقديرية في الآداب.[13][14]